# Демијелинизирајући поремећаји централног нервног система
Демијелинизирајући поремећаји централног нервног система су стања или болести које доводи до оштећења заштитног омотача (мијелинске овојнице) који окружује нервна влакна у мозгу, оптичким нервима и кичменој мождини. Када је мијелински омотач оштећен, ток нервних импулса се успорава или чак зауставља узрокујући неуролошке проблеме. Ови поремећаји коју су присутни у мултиплој склерози и другим демијелинизирајућим болестима централног нервног система (ЦНС) доводе до појаве лезија (демијелинизованих области у ЦНС) и глијалних ожиљака или склерозе. Карактеришу их различити облици и хистолошки налази у зависности од основног стања које их производи.

## Класификација
Демијелинизирајуће болести се традиционално класификују у две групе: 
- Демијелинизирајуће мијелинокластичне болести - група са нормалним и здравим мијелином који уништава токсична, хемијска или аутоимуна супстанца.

- Демијелинизирајуће леукодистрофичне болести - групи са абнормалним мијелином који дегенерише.[1] Ову групу Посер назвао дисмијелинизирајућим болестима централног нервног система,[2] .

Демијелинизирајуће болести централног нервног система се према патогенези могу класификовати у пет категорија: 
- демијелинизација услед инфламаторних процеса,
- вирусна демијелинизација,
- демијелинизација изазвана стеченим метаболичким поремећајима,
- хипоксично-исхемични облици демијелинизације и
- демијелинизација изазвана фокалном компресијом.[3]

## Историја
Познато је да је мултипла склероза (МС) уобичајена болест иако је први пут препозната као посебан клиничкопатолошки ентитет пре мање од 150 година. Недостатак јасних медицинских извештаја пре раних 1800-их понекад се тумачи као доказ да је МС релативно нова болест. Међутим, вероватније је да је еволуција медицине у науку довела до прецизнијег посматрања и описивања људских болести, укључујући МС. 
Saint Lidwina of Schiedam (1380–1433) развила је неуролошки поремећај који се понавља у доби од 18 година и може бити први случај клинички описане МС. Оливије је први пријавио клинички случај у медицинској литератури 1824. 1Убрзо након тога, Царсвелл је илустровао случај онога што је сада јасно препознатљиво као МС у свом атласу анатомске патологије. Црувеилхиер је објавио грубе патолошке и клиничке описе МС. Вулпиан је први пут предложио рубрику „склероза ен плак“ 1866. Шарко је првенствено био одговоран за успостављање МС као јединственог и препознатљивог синдрома. Такође је описао клинички спектар и хистолошки изглед. Пјер Мари је први сугерисао инфективни узрок МС 1884. године, хипотеза о којој се још увек расправља. Такође се сматрало да су токсини одговорни у раним 1900-им. Велики напредак ка разумевању демијелинизујућих болести било је откриће експерименталног алергијског енцефаломијелитиса (ЕАЕ) од стране Риверса 1935. године. Касније је описан низ различитих демијелинизирајућих болести. 

## Неинфламаторна демијелинизација
Неинфламаторна демијелинизација се јавља у четири облика: 
- вирусна демијелинизација,

- метаболичка демијелинизација (леукодистрофија и њени подстања, адренолеукодистрофија и адреномијелонеуропатија),

- хипоксично-исхемични облици демијелинизације (Сусаков синдром, леукоараиоза) и,

- демијелинација узрокована фокалном компресијом.

Ова четири типа демијелинизације нису инфламаторна и разликују се од мултипле склерозе, чак и ако неке леукоенцефалопатије могу изазвати сличне лезије.

## Лезије ЦНС узроковане инфламаторним демијелинизирајућим болестима
Типичне лезије ЦНС су сличне онима код МС, али постоје четири врсте атипичних инфламаторних демијелинизујућих лезија: прстенасте (посредоване антителом), мегацистичне (тумефактивне), бало-лике и дифузно инфилтрирајуће лезије.

### Мултипла склероза
Мултипла склероза (МС) је најчешћа демијелинизирајућа болест централног нервног система. Код овог поремећаја, ваш имуни систем напада мијелински омотач или ћелије које га производе и одржавају.
Ово узрокује упалу и повреду омотача и на крају нервних влакана која окружује. Процес може довести до вишеструких подручја ожиљака (склерозе).

### Други узроци
Друге врсте демијелинизирајуће болести и њихови узроци укључују:
Оптички неуритис
Запаљење оптичког нерва у једном или оба ока
Девицева болест
Запаљење и демијелинизација централног нервног система, посебно оптичког нерва и кичмене мождине. Овај посебан ентитет се доста преклапа са МС али је знатно ређи од ње. Карактерише се понављаним оптичким неуритисом и екстензивним трансверзалним мијелитисом који се лонгитудинално пружа дуж три или више сегмената кичмене мождине. Нађена су специфична антитела на аквапорин 4, водени канал у астроцитима који се налазе уз капиларни зид
Трансверзални мијелитис
Запаљење кичмене мождине
Акутни дисеминовани енцефаломијелитис
Iдиопатско, акутно или субакутно, инфламаторно и демијелинизационо обољење ЦНС са мултифокалним инфламаторним променама у мозгу и кичменој мождини. Овај монофазни инфламаторни демијелинизирајући поремећај карактеристично почиње у року од 6 недеља од антигенског изазова као што је инфекција или имунизација. Чешће се јавља код младих и изазива брзи развој мултифокалних или фокалних неуролошких дефицита.
Адренолеукодистрофија
Ретки, наследни метаболички поремећај везан за X хромозом, који настаје услед мутације у ABCD1 гену, који енкодира транспортни протеин на мембрани пероксизома Oвај протеин омогућава пренос масних киселина дугих ланаца у ћелији чиме се ремети формирање мијелина 
Акутни хеморагични леукоенцефалитис
Акутни хеморагични леукоенцефалитис је вероватно варијанта акутног дисеминованог енцефаломијелитиса
Балова концентрична склероза
Један од атипичних облика мултипле склерозе (МС), са инфламаторном демијелинизацијом сличнојкласичној мултиплој склерози, али са том разликом што демијелинизована ткива формирају концентричне слојеве који се понекад могу спонтано побољшати.. Научници су мислили да је прогноза за болест слична прогнози акутне мултипле склерозе, али је сада познато да пацијенти могу преживети и развити спонтану ремисију. Пријављени су и асимптоматски случајеви. 
Шилдерова болест
Шилдерова болест или дифузна миелинокластична склероза — ретка болест која се клинички манифестује као псеудотуморска демијелинизирајућа лезија; и чешћи је код деце.
- Марбургова мултипла склероза — агресивни облик, познат и као малигна, фулминантна или акутна МС.

Тумефактивна мултипла склероза
Болест са лезијама чија је величина већа од 2 cm, са ефектом масе, едемом и/или повећањем прстена.

## Клиничка слика
Мултипла склероза и друге демијелинизирајуће болести најчешће доводе до:
- губитка вида,
- слабости мишића,
- укочености мишића и грчева,
- губитка координације,
- промене осећаја,
- бола и
- промена у функцији мокраћне бешике и црева.

## Терапија
Не постоје лекови за демијелинизирајуће болести и њихово напредовање, а симптоми су различити за све. Важан је почетак лечења. Третман се фокусира на:
- Минимизирање ефеката напада
- Модификовање тока болести
- Управљање симптомима

Препоручују се различите терапије лековима у зависности од вашег специфичног поремећаја. Стратегије за лечење симптома укључују физикалну терапију, лекове за опуштање мишића и лекове за смањење болова и умора. Разговарајте са својим лекаром о најбољем току лечења вашег специфичног поремећаја.